# Хърбърт Флам
Хърбърт Флам (на английски: Herbert Flam) е американски тенисист. 

## Биография
Хърбърт Флам е роден на 7 ноември 1928 г. в Ню Йорк, САЩ, и е евреин.

## Кариера
Хърбърт Флам достига първия си финал от Големия шлем на шампионата на САЩ през 1950 г., побеждава Бил Талбърт и Гарднур Мълой, но губи от Артър Ларсен. През същата година той е класиран като номер 2 в Съединените щати. През 1951 г. на Уимбълдън побеждава Франк Седжман и губи от Дик Савит на полуфинала. През тази година той е класиран като номер 4 в САЩ. През 1952 г. на Уимбълдън побеждава Мълой и Вик Сейшас, но губи на полуфинала от Ярослав Дробни. През тази година той е класиран като номер 5 в страната. През 1956 г. на шампионата на Австралия побеждава Ашли Купър и след това губи на полуфинала от Кен Розуол. През тази година той е класиран като номер 2 в САЩ. През 1957 г. на френското първенство побеждава Мервин Роуз в петсетов полуфинал и след това губи от Свен Давидсон на финала. На първенството на САЩ побеждава Сейшас и след това губи от Купър на полуфинала. През тази година той е класиран като номер 2 в САЩ след Сейшас.

## Кариерна статистика

#### Финали на сингъл на турнири отГолям шлем(2)
| година | турнир      | съперник      | резултат                          |
| ------ | ----------- | ------------- | --------------------------------- |
| 1950   | ОП САЩ      | Артър Ларсен  | 3 – 6, 6 – 4, 7 – 5, 4 – 6, 3 – 6 |
| 1957   | Ролан Гарос | Свен Давидсон | 3 – 6, 4 – 6, 4 – 6               |